# Trifólio, o Presbítero
Trifólio (em latim: Trifolius presbyter) foi um teólogo cristão e presbítero do século VI conhecido por sua "Epistula ad beatum Faustum senatorem contra Ioannem Scytham monachum" de 519-20, escrita para o senador romano Fausto. Trata-se de um relato das crenças dos monges citas, colocando-as no contexto de outras já condenadas como heréticas pela Igreja. A obra teve um importante papel na rejeição do teopassianismo.

## Teopassianismo
A "fórmula cita", de acordo com Trifólio, não podia ser encontrada nos quatro concílios e já havia sido condenada no Concílio de Calcedônia, uma referência aos decretos contra Caroso e Doroteu, dois eutiquianos. A "fórmula" era uma referência a "Unus ex Trinitate passus est" ("Um da Trindade sofreu"). Ele comparou as crenças citas sobre a Trindade com as dos arianos e apolinarianos.